# Рапсовый шрот
Рапсовый шрот — вид шрота, получаемый по схеме форпрессования — экстракции из предварительно обработанных семян рапса с применением дополнительной влаго-тепловой обработки (тостирования); побочный продукт производства рапсового масла.
Широкое использование (наряду с рапсовым жмыхом) началось с 1970-х годов, поскольку длительное время до этого рапс считался вредным в связи с высоким (до 5 %) содержанием токсичной для сердечной мышцы эруковой кислоты и относился к сугубо техническим культурам. С появлением безэруковых масляничных сортов (таких как канола) производство рапсового масла существенно выросло, и побочные продукты его производства начали применяться как корма в животноводстве, как путём непосредственного введения в рацион, так и для производства комбикормовой продукции. В некоторых странах продукт стандартизован, в частности, рядом стран СНГ в 1995 году принят и действует ГОСТ на рапсовый шрот.
Наибольшее значение имеет в рационе крупного рогатого скота, как мясного, так и молочного направлений. Преимущества перед прочими белковыми кормами — относительно низкая стоимость (в регионах возделывания рапса, прежде всего — России, Белоруссии, Канаде), высокое содержание несращепляющегося в рубце животных протеина (почти такое же, как у соевого шрота, и гораздо выше, чем у подсолнечного). Последний фактор зависит от способа отжима масла — при горячем отжиме транзитного протеина в шроте остаётся больше. Также качество корма зависит от сорта рапса: во многих традиционных сортах значительно содержание антипитательных веществ, в ряде современных сортов, таких как «00-рапс», такой проблемы нет.
Как дополнительный белковый корм применяется в свиноводстве и в птицеводстве.